# Дон-Акину
Дон-Акину (порт. Dom Aquino)  —  муниципалитет в Бразилии, входит в штат Мату-Гросу. Составная часть мезорегиона Юго-восток штата Мату-Гроссу. Входит в экономико-статистический  микрорегион Рондонополис. Население составляет 8264 человека на 2007 год. Занимает площадь 2 205,079км². Плотность населения - 3,7 чел./км².

## История
Город основан 24 сентября 1965 года. 

## Статистика
- Валовой внутренний продукт на 2003 составляет 83.652.065,00 реалов (данные: Бразильский институт географии и статистики).
- Валовой внутренний продукт на душу населения на 2003 составляет 10.101,69 реалов (данные: Бразильский институт географии и статистики).
- Индекс развития человеческого потенциала на 2000 составляет 0,722 (данные: Программа развития ООН).

## Галерея

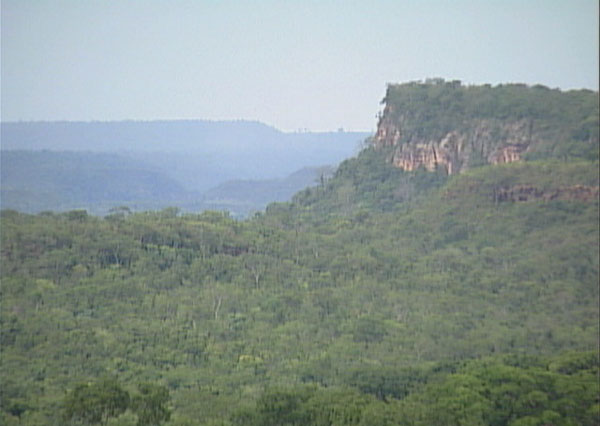
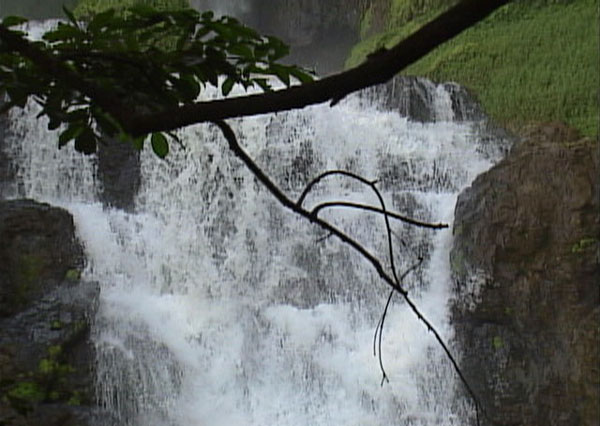
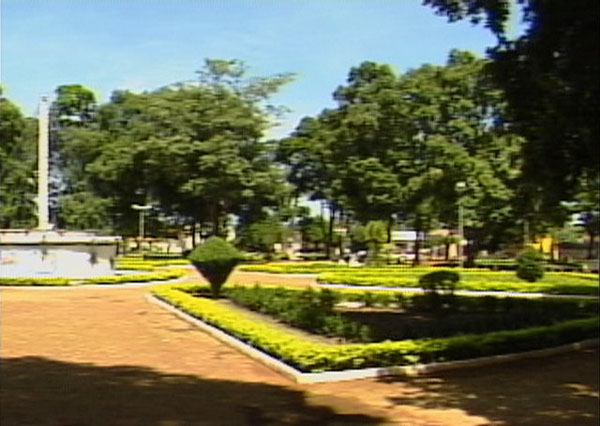
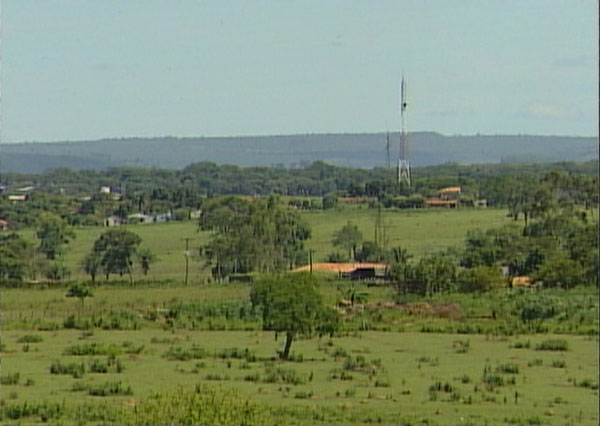